# Eduard Karl von Oppersdorff
Graf Eduard Karl von Oppersdorff (* 18. Juli 1844 in Oberglogau; † 5. Mai 1924 in Berlin) war ein deutscher Großgrundbesitzer, Bergwerksunternehmer und K.u.k. Hofbeamter.

## Leben
Eduard Karl von Oppersdorf wurde geboren als Sohn des Rittergutsbesitzers und Reichstagsabgeordneten Eduard von Oppersdorff (1800–1889) und dessen zweiter Ehefrau Julie geb. Gräfin Henckel von Donnersmarck-Neudeck (1819–1858). Nach dem Besuch des Gymnasiums in Breslau studierte er an der Rheinischen Friedrich-Wilhelms-Universität Bonn und der Friedrich-Wilhelms-Universität Berlin Rechtswissenschaften. 1865 wurde er Mitglied des Corps Borussia Bonn. Nach dem Studium wurde er Bergwerksbesitzer in Reichenburg in der Steiermark und in Proschim in der Niederlausitz. Er lebte unverheiratet in Groß Gorschütz bei Ratibor. Von Oppersdorff war K.u.k. Kämmerer.
Der Rittergutsbesitzer und Reichstagsabgeordnete Hans von Oppersdorff war sein Halbbruder.